# 瓶詰の地獄
『瓶詰の地獄』（びんづめのじごく）は、探偵小説作家夢野久作の小説。雑誌『猟奇』の1928年（昭和3年）10月号に掲載された、掌編ともいうべき短い作品。『瓶詰地獄』の題名もある。

## 作品の題名について
久作は、この作品を『猟奇』（1928年（昭和3年）10月号）に発表した後も、新刊本に収録されるたびに改稿を何度か繰り返した。まず、改造社の『日本探偵小説全集 第十一篇 夢野久作』（昭和4年）に収められたときは、文章中のルビを新たに大幅に打っている。春陽堂の「日本小説文庫」に収録されるとき、多少の改稿とともに、題名も『瓶詰地獄』と変更になった（1933年）。
戦後、夢野作品は再評価され、さまざまな出版社の文庫に迎えられる。「瓶詰」も夢野作品として名前を連ねた。収録された文庫によって「瓶詰の地獄」「瓶詰地獄」とまちまちであるが、それは戦前の刊本のいずれを底本としているかによる。
現在夢野作品の文庫本として入手可能な「瓶詰」は、角川文庫版『瓶詰の地獄』、ちくま文庫版『夢野久作』『夢野久作全集8』、創元推理文庫版『日本探偵小説全集4 夢野久作集』、新潮文庫版『死後の恋』 の4種類である。また近年まで出回っていて、入手がさほど難しくないと思われるのが、角川ホラー文庫版『夢野久作怪奇幻想傑作選 あやかしの鼓』である。このうち、『日本探偵小説全集4 夢野久作集』の「瓶詰の地獄」は『猟奇』初出のものを底本としており、『猟奇』初出にのみ付されていたという久作直筆のビンの挿絵も載っている。一方、他の文庫では、1929年の「瓶詰の地獄」、1933年の「瓶詰地獄」を底本としている。
ほか、ホラーアンソロジーにも収録されることがある。なお、どの底本も言い回しなどが多少変わっているだけで、ストーリーなどは変わらない。

## 書簡体形式
この作品は、3部の手紙から成り立っている（冒頭の公文書を除く）。
この書簡体形式は、『少女地獄』や『押絵の奇蹟』にも使われたものである。『死後の恋』や『悪魔祈祷書』に見られるような独白体形式とともに、夢野作品の短篇ではこの2種類の手法が効果的に用いられていることが多い。

## あらすじ
ある島の岸に、樹脂で封をした3本のビール瓶が漂着しているのが発見され、封をしたまま村役場を通じて海洋研究所に送られた。ビール瓶の中には、いずれも手紙が入っていた。

### 第1の瓶の内容
1本目の瓶の手紙は、「哀しき二人」が両親たちに宛てた遺書の体裁となっている。
離れ島に、「私たちが一番はじめに出した、ビール瓶の手紙」をたよりに来たであろう船が迎えにやって来た。しかし、2人は両親や大勢の人の前で死をもって罪を償うと記されており、両親への謝罪の言葉が並び、手紙の最後は「神様からも人間からも救われ得ぬ」という言葉で締めくくられている。

### 第2の瓶の内容
2本目の瓶の手紙は、「太郎」の独白の体裁となっている。
11歳の太郎と7歳のアヤ子の兄妹を乗せたボートが無人島に漂着した。手元に残ったのは、鉛筆やノートブック、ナイフ、虫眼鏡、新約聖書、そして水が入った3本のビール瓶だけ。しかし島には果物や動物、泉があり、2人は虫眼鏡で火を使いながら、小屋を建てて生きながらえることができた。やがて、衣服は破れて2人は裸体になったが、彼らは「神様の足ダイ」と呼ぶ島の高台で礼拝をすることを忘れず、ビール瓶に両親に宛てて書いた手紙を入れて流したり、「神様の足ダイ」に目印となる棒切れを立てたりして助けを待った。
年月が経ち2人は成長したが、美しく成長したアヤ子の姿に、太郎は思い悩むようになる。「神様の足ダイ」で祈りに耽る太郎だったが、何も起きないことに混乱した太郎は、棒切れを投げ捨て聖書や小屋を焼いてしまう。やがて2人は不安と恐怖に包まれるようになったと述べる太郎は、島を「地獄」と表現し、神に屠殺を求める言葉で手紙は終わる。

### 第3の瓶の内容
3本目の瓶の手紙は、以下の内容のみである。

## 作品の解釈について
久作畢生の大作『ドグラ・マグラ』が、今もなおさまざまな解釈が当てられて解説されるように、この『瓶詰の地獄』についてもまた、さまざまな解釈が可能である。本作においては、3本のビール瓶に入っていた手紙が実際はどのような順番で書かれたのか明らかにされておらず、読者の解釈に委ねられている。
一般的な解釈とされるのは、この作品における3篇の手紙が、第3、第2、第1の瓶の内容の順番で書かれたとするものである。

## 映画
本作品を翻案した映画『瓶詰め地獄』がある。1986年にっかつ配給、川崎善広監督、ガイラ脚本。

## 漫画
2012年に丸尾末広により漫画化された（『瓶詰の地獄』 エンターブレイン ISBN 978-1647291587）。
諸星大二郎の漫画『シリーズM』では、連載第2回「瓶詰の地獄・追伸」が本作をモチーフとした内容となっている。

## 翻訳

### 英訳
- Hell in a Bottle: Maiden's Bookshelf（2022年、講談社USA）（Angela Yiu 訳）ISBN 978-1647291587 ※ 立東舎 の乙女の本棚シリーズの『瓶詰地獄』（イラスト：ホノジロトヲジ）ISBN 978-4845631377 を翻訳したもの。